# Künstliche Ernährung
Unter künstlicher Ernährung wird eine Nährstoffzufuhr unter teilweiser oder kompletter Umgehung des natürlichen Nahrungstransportweges durch den Körper verstanden. Sie ersetzt die Ernährung eines Menschen, der nicht oder nicht ausreichend essen kann, darf oder will, unter Einsatz von medizinischen Hilfsmitteln. Gründe dafür können physische oder psychische Erkrankungen, Operationen oder Alterserscheinungen, aber auch das bewusste Ablehnen von Nahrung sein. Auch die Sondenernährung von Frühgeborenen ist künstliche Ernährung, wie auch das Verabreichen industriell gefertigter Milchnahrung als Muttermilchersatz in den ersten Lebensmonaten reifer Säuglinge.
Künstliche Ernährung ist – außer bei der Wahl der Säuglingsanfangsnahrung – eine medizinische Maßnahme.

## Arten der künstlichen Ernährung
Bei der künstlichen Ernährung wird zumeist ein Teil der natürlichen Wegstrecke der Nahrung durch den Organismus von der Aufnahme mit dem Mund bis zur Aufnahme der Nährstoffe in das Blut ersetzt.
Je nachdem welche Wegstrecke ersetzt wird, wird zwischen enteraler und parenteraler Ernährung unterschieden.
Bei der enteralen Ernährung (Sondenernährung) wird der obere Teil des Verdauungstraktes (Mund und Speiseröhre) umgangen oder – bei Trinknahrung – nur zum Schlucken genutzt. Bei der parenteralen Ernährung werden alle notwendigen Nährstoffe mittels Infusionen in das Blutgefäßsystem geleitet, so dass der gesamte Verdauungstrakt umgangen wird.

## Abgrenzung zur natürlichen Ernährung
Natürliche Ernährung bedeutet, dass eine Person die notwendige Nahrung durch den Mund zu sich nehmen kann; der medizinische Fachbegriff dafür lautet (peri)orale Ernährung. Dazu zählt zum Beispiel auch das Vorbereiten oder Anreichen des Essens für Patienten, die selbst nicht dazu in der Lage sind, aber auch die Speisenanreicherung mit Fetten, Proteinpulver und ähnlichem. 
Ab 1921 forschte der Kinderarzt Georg Bessau an der Herstellung eines künstlichen Nahrungsgemisches für Säuglinge, das in der Lage ist, die gleichen mikrobiologischen Verhältnisse wie eine natürliche Ernährung zu schaffen.
Als „enterale Ernährung ohne Sonde“ wird Trinknahrung oder Säuglingsanfangsnahrung bezeichnet, die mit Zusatzstoffen angereichert ist (orale Nahrungssupplementation, ONS) oder eine definierte Nährstoffmenge enthält (orale bilanzierte Diät, OBD). Solche industriell gefertigte Trinksupplemente (in bestimmter Zusammensetzung und Zubereitungsform) dienen definierten therapeutischen Zielen und stellen somit eine Form künstlicher Ernährung dar.

## Ernährung über Sonden (enterale Ernährung)
Bei der enteralen Ernährung wird die Nahrung bzw. Flüssigkeit meistens mit Hilfe eines speziellen Kunststoffschlauches (Sonde) direkt in den Magen oder Darm (griechisch enteron = Darm) geleitet. Dazu werden je nach Einsatzgebiet die Magensonde, die PEG- oder PEJ-Sonde, Jejunalsonde beziehungsweise JET-PEG verwendet:
- Eine Magensonde (= Nasogastralsonde) beziehungsweise nasale Jejunalsonde ist ein Schlauch, der durch Nase oder Mund, Rachen und Speiseröhre in den Magen oder weiter bis in einen Teil des Dünndarms führt. Diese nasale Sonden sind meist nur für einen kurzfristigen Einsatz konzipiert; ist eine längerfristige ernährungstherapeutische Intervention geplant (länger als vier Wochen), ist die Anlage einer perkutanen Sonde angezeigt.[5]
- Bei der perkutanen endoskopischen Gastrostomie (PEG) wird die Sonde operativ unter Einsatz eines Endoskops direkt durch die Bauchdecke in den Magen gelegt.

Zur Sondenernährung geeignete Trinknahrungen und Nährstofflösungen enthalten die notwendigen Eiweiße, Kohlenhydrate, Fette, Vitamine, Mineralstoffe und Spurenelemente in optimaler Zusammensetzung. Sie müssen keimfrei und gebrauchsfertig sein. Der Nahrungsbehälter kann für eine Schwerkraftinfusion entweder direkt über ein Zuleitungssystem mit der Sonde verbunden werden, oder der Inhalt wird in ein passendes Beutelsystem umgefüllt. Liegt die Sonde im Magen, ist auch eine manuelle Bolusgabe möglich, bei der die Sondennahrung mittels einer sogenannten Blasenspritze in kleinen Portionen von etwa 20–50 ml direkt in den Sondenzugang verabreicht wird. Eine Ernährungspumpe ist nur dann sinnvoll, wenn eine langsame, kontinuierliche Verabreichung gewährleistet sein muss, beispielsweise bei Dünndarmsonden.
Um Komplikationen wie Durchfall und Verstopfung zu vermeiden, müssen bestimmte Aufbewahrungs-, Zubereitungs- und Hygieneregeln beachtet werden; beispielsweise darf eiweißhaltige Nahrung nicht über 30° C erwärmt, angebrochene Behältnisse kühl gelagert und innerhalb kurzer Zeit verbraucht werden. Außerdem sollte der Patient während der Verabreichung und bis mindestens eine halbe Stunde danach eine aufrechte Haltung einnehmen, im Liegen sollte der Oberkörper mindestens 30° erhöht sein. Damit wird das Risiko für einen Rückfluss der Nahrung reduziert, der sonst dazu führen könnte, dass sie in die Luftröhre gelangt. Eine solche Aspiration kann zu einer Lungenentzündung oder zum Ersticken führen.  Gehen ist bei Nutzung eines Schwerkraftsystems oder einer pumpengesteuerten Verabreichung mit einem rollbaren Infusionsständer möglich.

### Medikamentengabe über Sonden
Ein Medikament, das zur Verabreichung über eine Sonde geeignet ist, muss in gelöster Form separat von der Nährlösung als manuelle Bolusgabe verabreicht werden, nachdem das Sondensystem mit Wasser gespült wurde. Handelt es sich um mehrere verschiedene Präparate, dürfen sie nicht gemischt, sondern müssen einzeln verabreicht werden. Zwischen den Einzelgaben und zum Abschluss muss die Sonde gespült werden, damit sie nicht verstopft.
Bei der Gabe von festen Arzneiformen handelt es sich in der Regel um eine zulassungsüberschreitende Anwendung, da sie vor Verabreichung durch Mörsern und Auflösen verändert werden. Retardierte Tabletten dürfen nicht gemörsert werden, da sonst eine Überdosierung eintritt und die erwünschte Wirkungsdauer nicht erreicht wird. In dem Fall muss auf eine nicht-retardierte oder eine sondengeeignete Arzneiform (zum Beispiel Granulat) umgestellt werden.

### Entscheidungskriterien
Trink- und Sondenernährung erhalten weitgehend die biologischen Vorgänge der Flüssigkeits- und Nahrungsaufnahme im Magen-Darm-Trakt aufrecht und sind deshalb einer parenteralen Ernährung vorzuziehen. Sondenernährung ist nach Schulung des Patienten oder der Angehörigen auch zu Hause möglich.
Die Lebensqualität des Patienten sollte das maßgebende Kriterium sein, ob eine enterale Ernährung begonnen wird. Mittlerweile wurde mehrfach nachgewiesen, dass Sondenernährung die Überlebenszeit dementiell erkrankter Menschen nicht verlängert und nur selten die Lebensqualität steigert. Außerdem gehen gewisse Risiken mit dieser Art der künstlichen Ernährung einher, beispielsweise die Entwicklung einer Lungenentzündung durch Aspiration. Bei schwersten Krankheitszuständen kann eine Anpassung der Zusammensetzung der Nahrung oder eine Reduzierung der Flüssigkeitsmenge erforderlich sein, um unangenehme Symptome zu lindern. Sondenernährung kann auch beendet werden; beispielsweise stellt sie für einen Patienten in der Sterbephase eher eine Belastung dar.

## Ernährung über Infusion
Werden Nährstoffe nicht über den Magen-Darm-Trakt, sondern durch Infusion direkt in die Blutbahn verabreicht (beispielsweise bei Darmerkrankungen), wird von parenteraler Ernährung gesprochen, bei der der Verdauungstrakt umgangen wird.
Diese Art der Ernährung erfordert einen intravenösen Infusionszugang. Wenn dazu ein zentraler Venenkatheter verwendet wird, ist sie der stationären Behandlung vorbehalten, da Komplikationen auftreten können, wie zum Beispiel eine Entzündung der Eintrittsstelle des Zugangs oder eine Dislokation. Mit einem Portkatheter ist eine parenterale Ernährung auch im häuslichen Umfeld möglich, unter Einbeziehung häuslicher Krankenpflege und eines Homecare-Unternehmens. Generell ist – wenn eine orale Ernährung nicht möglich ist – die enterale Ernährung über den Darm gegenüber einer Ernährung durch intravenöse Infusionen im Vorteil, weil sie physiologischer, risikoärmer und kostengünstiger ist.

## Künstliche Ernährung kritisch Kranker
Der Ernährung kritisch kranker Patienten kommt eine besondere Bedeutung zu, da diese oft nicht in der Lage sind, physiologische Bedürfnisse wie Hunger oder Durst zu äußern (beispielsweise bei notwendiger Beatmungstherapie). Der Energieumsatz solcher Patienten wird daher in der Regel mittels Formeln näherungsweise geschätzt oder über individuelle Patientenparameter mittels indirekter Kalorimetrie aus dem Sauerstoffverbrauch {\displaystyle VO_{2}} und der Kohlenstoffdioxidproduktion {\displaystyle VCO_{2}} bestimmt, wobei Letzteres in der Regel eine genauere Bestimmung des Ruheenergieumsatzes {\displaystyle REU} ermöglicht.
{\displaystyle REU(kcal/Tag)=[3,9\cdot (VO_{2})+1,1\cdot (VCO_{2})]\cdot 1,44}

## Ethische und juristische Aspekte der künstlichen Ernährung
Besonders bei nicht-entscheidungsfähigen Patienten sind ethische und rechtliche Aspekte zu beachten. Einerseits kann die künstliche Ernährung lebensverlängernd wirken, andererseits stellt das Einbringen der Sonde oder eines Venenkatheters den Tatbestand der Körperverletzung dar, in die ein Patient oder sein Bevollmächtigter einwilligen muss. Diese Form der Lebensverlängerung hat insbesondere bei Anwendung gegen den Willen des Patienten zu teils heftigen Diskussion und Rechtsstreitigkeiten geführt. Der mutmaßliche Wille von Patienten muss gewürdigt beziehungsweise berücksichtigt werden. Außerdem darf eine künstliche Ernährung nicht allein deshalb erfolgen, um den Pflegeaufwand zu reduzieren. Eine Ernährungssonde sollte supportiv eingesetzt werden, was bedeutet, dass vorrangig eine natürliche Nahrungs- bzw. Flüssigkeitszufuhr auch bei liegender Sonde erfolgt, wenn keine medizinischen Gründe dagegen sprechen. Künstliche Ernährung sollte nur dann begonnen werden, wenn alle anderen Möglichkeiten zu einer bedarfsgerechten natürlichen Nahrungsaufnahme ausgeschöpft sind. Außerdem müssen ein klares therapeutisches Ziel und eine medizinische Indikation vorliegen. Die Maßnahme sollte vor allem dem betroffenen Patienten selbst nutzen, beispielsweise wenn auf diese Weise eine Versorgung im eigenen Zuhause ermöglicht wird.

### Ablehnen der Nahrungsaufnahme
Eine sogenannte Nahrungsverweigerung ist keine Indikation zur künstlichen Ernährung, wenn sie nicht krankheitsbedingt ist. Der freiwillige Verzicht auf Essen und Trinken (FVNF oder Sterbefasten) kann Ausdruck des selbstbestimmten Umgangs mit dem eigenen Leben und Sterben sein. Am Lebensende nimmt der Appetit stetig ab; ein Hungergefühl wie bei Gesunden tritt dabei nicht auf. Künstliche Ernährung ist in diesem Fall nicht nur unnötig, sondern möglicherweise belastend, denn sie kann zu Übelkeit, Erbrechen, Durchfällen und Flüssigkeitseinlagerungen im Gewebe führen. Der Körper ist dann nicht mehr in der Lage, Nahrung zu verarbeiten. Hat sich der Patient in seiner Patientenverfügung ausdrücklich gegen künstliche Ernährung ausgesprochen, darf sie nicht durchgeführt werden, da sonst eine Körperverletzung vorläge. In Deutschland bedarf es einer rechtlichen Begründung, zumal mit einer solchen Zwangsernährung freiheitsentziehende Maßnahmen einhergehen können.
Bei dementiell erkrankten Menschen beruht das Ablehnen der oralen Nahrungsaufnahme manchmal auf Ursachen, die möglicherweise leicht zu beheben sind, beispielsweise Schmerzen beim Essen wegen Zahnfleischentzündungen, Karies oder schlecht sitzendem Zahnersatz. Diese gilt es zunächst herauszufinden, bevor eine Entscheidung zugunsten künstlicher Ernährung getroffen wird.

## Zwangsernährung
Künstliche Ernährung ist in bestimmten Fällen ein körperlicher Eingriff, der nur vom Arzt angeordnet werden darf. Außerdem ist dann die ausdrückliche Zustimmung des Patienten oder dessen rechtlichen Vertreters nötig. Erfolgt der Eingriff gegen den Willen des Patienten, spricht man von Zwangsernährung, die in das Recht auf körperliche Unversehrtheit eingreift.

### Zwangsernährung bei Hungerstreik
Der Weltärztebund hat Zwangsernährung bei Hungerstreikenden bereits 1975 verboten, dieses Verbot 1992 erneuert sowie 1996 und 2006 überarbeitet und verschärft.
Dieses Verbot wird in einigen Ländern missachtet. In Israel wurde die Zwangsernährung Gefangener nach einer Häufung von Hungerstreiks im Jahr 2013 legitimiert.
In der Schweiz ist umstritten, ob und wann eine Zwangsernährung zulässig ist und mit den Menschenrechten vereinbart werden kann.
2017 sprach das Oberlandesgericht München einem Mann ein Schmerzensgeld zu, dessen Vater fünf Jahre zwangsernährt wurde, obwohl dieser schon vollständig und unumkehrbar dement war. Der Mann hatte gegen den Hausarzt des Vaters geklagt. Der Bundesgerichtshof hob das Urteil im April 2019 mit der Begründung auf, dass Weiterleben kein Schaden sein könne.

### Zwangsernährung bei Essstörung
Bei einer Essstörung ist Zwangsernährung zumindest dann nicht erlaubt, wenn der Patient in einer Patientenverfügung diese explizit ausgeschlossen hat oder in entscheidungsfähigem Zustand diese ablehnt. In seltenen Fällen ist eine Zwangsbehandlung durch Gerichtsbeschluss möglich.

## Ältere Literatur
- H. Canzler: Grundlagen der Sondenernährung. In: Der Internist. Band 19, 1978, S. 828 ff.
- H. Peters: Die künstliche Ernährung vor und nach Operationen. In: Wiener Medizinische Wochenschrift. Band 20, 1978, S. 645 ff.

### Leitlinien
- Leitlinie der Deutschen Gesellschaft für Ernährungsmedizin (DGEM). Ethische und rechtliche Gesichtspunkte der Künstlichen Ernährung. Arbeitsgemeinschaft der Wissenschaftlichen Medizinischen Fachgesellschaften, abgerufen am 5. Januar 2019.

- Aktuelle DGEM-Leitlinien. Deutsche Gesellschaft für Ernährungsmedizin, abgerufen am 9. Januar 2019.